# Einar Tambeskælver
Einar Tambarskjelve, Einar Eindrideson, Einar Tambaskelvi og på dansk Tambeskælver (født ca.980, død ca.1050) var en norsk stormand og en formidabel bueskytte.
Han nævnes i det færøske kvad fra 1800-tallet Ormurin Langi (om den norske konge Olav Tryggvasons skib, Ormen hin Lange), hvor kongen anmoder ham om blive sin "Ørvagarpur".
Navnet Tambaskelvi/Tambaskælver hentyder til Einars bue Tambar som han får til at skælve.
Einar kom fra storgården Husaby i Skaun i Trøndelag og var født rig. Som attenåring kæmpede han sammen med Olav Tryggvason på Ormen hin Lange i slaget ved Svold. Snorre Sturlason siger, at det gik godt for kongen i slaget, til Einar mødte sin overmand og fik ødelagt sin bue af en pil fra den samiske bueskytte Finn Eivindson fra Herjedalen. Det er her, den velkendte samtale mellem de to udspiller sig:
Olav spørger: "Hvad brast så højt?" Einar svarer: "Norge ud af din hænder, konge." Kongen giver sin bue til Einar, som siger: "For svag, for svag er kongens bue." Kong Olav dør i slaget, men ikke Einar. Einar er en gennemgangsfigur i kongesagaerne. Han støttede den danske konge Knud den Store og kæmpede mod Olav den Hellige. Efter slaget ved Stiklestad skiftede han side. Han oplevede nemlig Olavs helligdom personligt og hentede Olavs søn, Magnus, til Norge. I princippet var det ham, som i lange perioder styrede Norge som den mægtigste høvding i landet. Han kom i konflikt med Harald Hårderåde, og Harald dræbte både Einar og hans søn.